# Love Whisper
"Love Whisper" (tiếng Hàn: 귀를 기울이면; Romaja: Gwireul Giurimyeon) là một bài hát của nhóm nhạc nữ Hàn Quốc GFriend trong mini album thứ năm của nhóm, Parallel (2017). Bài hát được phát hành vào ngày 1 tháng 8 năm 2017, thông qua Source Music.

## Mô tả
Bài hát được mô tả bởi Tamar Herman của Billboard, là một "bài hát pop midtempo" kết hợp nhiều hiệu ứng âm thanh vui nhộn, từ tiếng chim hót líu lo, tiếng kèn đồng, tiếng chuông lấp lánh, tiếng giọt nước và thậm chí là một bản độc tấu guitar.

## Tác động thương mại
Bài hát ra mắt ở vị trí số 2 trên Gaon Digital Chart, trên bảng xếp hạng từ ngày 30 tháng 7 đến 5 tháng 8 năm 2017, đứng đầu bảng xếp hạng tải xuống với 158,284 lượt tải xuống và 3,198,664 lượt nghe trực tuyến. Nó đã bán được hơn 471,879 lượt tải xuống kể từ tháng 9 năm 2017.
Nó cũng xuất hiện ở vị trí số 13 trên K-pop Hot 10 của Billboard Hàn Quốc.

## Video âm nhạc
Video âm nhạc được phát hành vào ngày 1 tháng 8 và đã vượt qua 7 triệu lượt xem trong ngày đầu tiên.

## Biểu diễn trực tiếp
GFriend đã thực hiện buổi biểu diễn ca khúc chủ đề "Love Whisper" đầu tiên của nhóm trên Show Champion của MBC Music vào ngày 2 tháng 8 năm 2017. Nhóm tiếp tục biểu diễn trên M Countdown của Mnet vào ngày 3 tháng 8, Music Bank của KBS vào ngày 4 tháng 8, Show! Music Core của MBC vào ngày 5 tháng 8 và Inkigayo của SBS vào ngày 6 tháng 8.

## Bảng xếp hạng
| Bảng xếp hạng (2017)     | Vị trí cao nhất |
| ------------------------ | --------------- |
| Hàn Quốc (Gaon)          | 2               |
| Hàn Quốc (K-pop Hot 100) | 13              |

## Giải thưởng

### Chương trình âm nhạc
| Tên chương trình          | Ngày phát sóng   |
| ------------------------- | ---------------- |
| The Show (SBS MTV)        | 8 tháng 8, 2017  |
| Show Champion (MBC Music) | 9 tháng 8, 2017  |
| Music Bank (KBS)          | 11 tháng 8, 2017 |
| Inkigayo (SBS)            | 13 tháng 8, 2017 |